# Axel Endlein

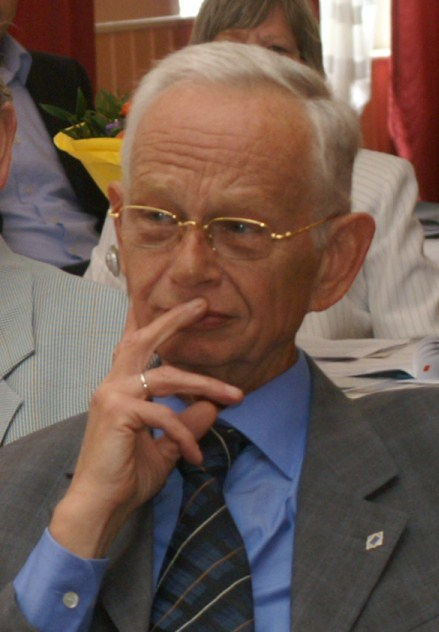
Axel Endlein 2007

Axel Endlein (* 18. April 1941 in Düsseldorf) ist ein deutscher Gewerkschafter und Politiker (SPD). Er saß ab 1990 in drei Legislaturperioden als Abgeordneter im Niedersächsischen Landtag und war von 1996 bis 2002 Präsident des Deutschen Landkreistages.

## Biografie
Mit 13 Jahren begann er in einer Großgießerei in Hildesheim als Jungarbeiter, woran sich eine Lehre als Modellbauer anschloss. In diesem Betrieb wurde Endlein Betriebsratsmitglied.
Endlein bekam früh Kontakt mit der Gewerkschaftsarbeit, da seine Mutter als Kontoristin bei der IG Metall in der Verwaltungsstelle Hildesheim angestellt war. Endlein machte auf diesem Wege früh Bekanntschaft mit dem späteren Ersten Vorsitzenden Otto Brenner oder dem späteren Bezirksleiter Rudi Grevenstein.
Neben der Berufsausbildung engagierte sich Endlein in der IG Metall, war Mitglied des Orts- und Bezirksjugendausschusses. Zusätzlich vertrat er den DGB im Hildesheimer Stadtjugendring.
1966 wechselte Endlein als hauptamtlicher Jugendsekretär zum DGB. Mit den Springener Beschlüssen 1967 reduzierte der DGB sein hauptamtliches Personal im Jugendbereich. Endlein wurde daraufhin zunächst nach Goslar zum dortigen DGB-Kreis versetzt und wurde schließlich 1968 DGB-Kreisvorsitzender in Northeim. Sein Nachfolger in Goslar wurde der spätere IG Metall-Bezirksleiter von Berlin-Brandenburg-Sachsen, Hasso Düvel. Endlein gehörte kurze Zeit später zudem dem DGB-Landesbezirksvorstand an. Endlein engagierte sich zudem in der Northeimer Kommunalpolitik und wird nach der Kreisreform mit 32 Jahren (ehrenamtlicher) Landrat des Landkreises Northeim. Dieses Amt übte er mit einer Unterbrechung von 1981 bis 1986 bis zu seinem Ausscheiden aus dem Kreistag 2001 aus. Ab 1992 war er Präsidiumsmitglied des Deutschen Landkreistages, ab 1993 Vizepräsident und von 1996 bis 2002 erster sozialdemokratischer Präsident des Deutschen Landkreistages. Bis zu seinem Rücktritt zum 1. Juli 2004 war er dort noch im Ausschuss der Regionen (AdR) als Vertreter der deutschen Kommunen tätig.
1976 schied Endlein beim DGB aus und wurde auf Vorschlag Peter von Oertzens leitender Geschäftsführer des SPD-Bezirks Hannover. Dieses Amt übte er bis kurz nach seiner Wahl in den Landtag 1990 aus. Endlein gehörte dem Landtag drei Legislaturperioden an und kandidierte 2003 nicht wieder.
Im Landtag war Endlein ein Gegner der Kommunalreform, welche Mitte der 1990er Jahre beschlossen wurde. Er beugte sich zwar schließlich dem Fraktionszwang, erzielte zuvor allerdings noch Veränderungen am Entwurf.
Endlein ist verwitwet und Vater zweier Kinder.

## Ehrungen
Axel Endlein ist Ehrenlandrat des Landkreises Northeim und Ehrenvorsitzender des Niedersächsischen Landkreistages sowie Ehrenmitglied des Deutschen Landkreistages. Ferner ist er Ehrenvorsitzender des SPD-Unterbezirks Northeim-Einbeck.
Im Jahre 2002 wurde ihm das Große Verdienstkreuz des Landes Niedersachsen verliehen.